# Georgi Kamenszki
Georgi Kamenszki (bolgárul: Георги Каменски; Szófia, 1947. február 3. –) bolgár válogatott labdarúgókapus.
A bolgár válogatott tagjaként részt vett az 1970-es világbajnokságon.

## Sikerei, díjai
Levszki Szofija
- Bolgár bajnok (3): 1964–65, 1967–68, 1969–70
- Bolgár kupa (3): 1966–67, 1969–70, 1970–71